# Избица Кујавска
Избица Кујавска (пољ. Izbica Kujawska) град је у Пољској у Војводству кујавско-поморском. По подацима из 2012. године број становника у месту је био 2779.

## Становништво
| 2012. |
| ----- |
| 2.779 |